# Völund Smed (Literatur)
Holger Drachmanns melodramatisches Theaterstück Völund Smed (dänisch: Vølund Smed) erschien erstmals im Jahre 1894. Es wurde, mit Musik von Fini Henriques am 13. März 1898 im königlichen Theater Kopenhagen uraufgeführt. Drachmann war Teil der für Skandinavien bedeutenden Epoche des modernen Durchbruchs im Dichter- und Schriftstellerkreis um Georg Brandes, hatte sich in der Zeit der Entstehung von Vølund Smed jedoch bereits mit diesem überworfen. Vølund Smed basiert auf dem Wölundlied aus den Götter- und Heldenliedern der »Älteren Edda«, die in dem weltberühmten altnordischen Codex Regius überliefert wurden.

## Inhalt
Vølund Smed handelt vom gleichnamigen Schmied Vølund, der sich mit seinen beiden Svenden Lysalf und Svartalf in Thy-Land niederlässt. Der jüngere der Svende, Lysalf, ist ein romantischer, lebensfroher Kerl, Svartalf ist griesgrämiger und vom Leben und vor allem den Frauen enttäuscht. Diese weithin bestimmende Sichtweise wird deutlich, als sich die beiden mit Vølund direkt zu Beginn des Stücks über die verstorbene Mutter des Lysalf unterhalten.

### Erster Aufzug
Wenig später, noch im ersten Aufzug, entdecken die drei Männer eine schlafende Frau in der Nähe ihres Lagerplatzes, an dem Vølund auch sein Haus bauen möchte. Er ist augenblicklich von der Unbekannten hingerissen, doch Svartalf bleibt weiterhin der Zweifler.
Vølund nimmt die Hand der Schlafenden, diese erwacht, ihr Name ist Hervør-Alvide. Vølund küsst sie. Lysalf und Svartalf, die die Szene beobachten beschließen den ersten Aufzug.

### Zweiter Aufzug
Im zweiten Aufzug ist Vølunds Haus bereits gebaut, Hervør-Alvide ist Vølunds Frau. Doch es stellt sich heraus, dass Hervør-Alvide eine Walküre ist. Sie verschwindet mit einer Schar Frauen bei Sonnenuntergang. König Nidung taucht mit seinem Gefolge auf, Vølund wird gebunden. Der König befragt Vølund nach dessen Namen und Herkunft. Ebenfalls versucht er zu erfahren, wie Vølund unentdeckt in das Land des Königs gelangen konnte. Vølund gibt bereitwillig Auskunft. Der König beratschlagt daraufhin mit seiner Tochter Bødvild und Rejgin, wie mit Vølund verfahren werden solle. Bødvild spricht sich dabei für Vølund aus, während Rejgin dafür plädiert, ihn mit Messern gewaltsam zu scheren. Die Königssöhne führen den Vorschlag aus.

### Dritter Aufzug
Der dritte Aufzug spielt in Sævar-Holmen in der Schmiede König Nidungs, der verstümmelte Vølund, Lsalf und Svartalf sind in des Königs Gefangenschaft. Vølund klagt allenthalben über Schmerzen, er ist verbittert.
Lysalf versucht seinem Herrn Mut zuzusprechen, doch dieser lässt sich nicht aufrichten, er versinkt zudem in Liebeskummer nach Hervør-Alvide. Als Vølund erschöpft einschläft ruft Lysalf Elfen und Zwerge zu Hilfe. Es beginnt ein Zwischenspiel. Ein Zwergenkönigspaar, sowie Elfen und andere Fabelwesen (Puslinger und Smaapiger) beratschlagen dabei, wie Vølund geholfen werden könnte. Ein Zauber soll Alvide in die Arme ihres Mannes zurückbringen. Durch sein Erwachen beendet Vølund das Zwischenspiel. Die beiden Königssöhne Gramur und Grimur tauchen auf, doch Vølund wirft sie hinaus, er droht ihnen und als die beiden verschwunden sind fühlt Vølund die Lebensgeister zurückkehren. Er will Rache.
Während Svartalf die Jagd auf die Königssöhne aufnimmt kommt es zwischen Vølund und Lysalf zum Streit. Dieser will Vølund von einer gewaltsamen Rache abbringen. Doch Vølund ist nicht umzustimmen, zu groß ist sein Zorn, der auch nicht vor Lysalf Halt zu machen droht, dieser nimmt daraufhin Reiß aus. Svartalf kommt mit den Köpfen der beiden Jünglinge zurück. Bødvild, die Tochter des Königs kommt zu Vølund und bittet ihn, den kaputten goldenen Schlangenring zu reparieren. Vølund willigt ein, doch fordert er Bødvild auf, den Blasebalg zu bedienen. Im Schein des Feuers sieht sie die Köpfe, Vølund behauptet, es seien Schalen, die er kostbar besetzen will. Er bietet ihr Bier an, auch dies nimmt sie an, obwohl sie sich immer wieder auf ihre königliche Herkunft beruft und die niedere Stellung des Schmieds betont. Vølund erwidert, dass sie nicht wisse, wen sie vor sich habe und beginnt auf ihre Nachfrage von seiner königlichen Abstammung zu erzählen.
Als der Ring fertig geschmiedet ist, können sich die beiden nicht auf einen angemessenen Lohn einigen. Vølund fordert Brødvild auf zu gehen, doch diese zeigt sich eigensinnig. Daraufhin verriegelt Vølund die Tür der Schmiede und vergewaltigt die Königstochter. Mit einem lachenden Svartalf vor der Tür zur Schmiede endet der dritte Aufzug.

### Vierter Aufzug
Im vierten Aufzug versammeln sich zum Weihnachtsfest die Königsfamilie sowie alle Jarler des Landes mit ihrem Gefolge in der Halle von König Nidung, vor der Halle sammelt sich das Volk. Ein Skalde unterhält die Gäste in der Halle. Bödvild erscheint als das Fest bereits begonnen hat und Rejgin bittet die die Jarle Ragnvald und Thyrse um die Hand der Königstochter zu freien. Diese tragen ihren Wunsch dem König an. Nach einiger Zeit wird nach Völund verlangt, der sich zu Behauptungen des Skalden äußern soll. Völund betritt die Halle. Er trägt einen großen schwarzen Hut und einen ausladenden schwarzen Mantel. Der König schwört, Völund unversehrt zu lassen auch wenn es eine Frau in der Halle gäbe, die alle kennen, die die Frucht aus Vølunds Lenden in sich trägt. Die beiden Jarle bekräftigen noch einmal ihre Freiung. Bödvild lehnt die beiden jedoch ab und erklärt, den Völund zum Manne nehmen zu wollen.
Völund teilt dem König mit, dass er dessen Söhne gemordet und aus den Köpfen Trinkschalen für den König und seine Frau gemacht hat, aus diesen Schalen haben die beiden den Abend über getrunken. Ebenfalls sagt er, dass Bödvild seit geraumer Zeit des Nachts zu ihm schleicht und ein Kind von ihm erwartet. Der König sinkt danach auf seinem Hochsitz zusammen. Er kann Völund nicht greifen lassen, da er ihm seinen Schwur gegeben hat. Rejgin befiehlt deshalb, Völund zu greifen, dieser wirft den Mantel und den Hut ab, er ist über und über in eine goldene Rüstung gekleidet und zieht sein Schwert. Keiner kann ihn greifen, die Walküren eilen ihm zu Hilfe und Völund fliegt aus der Halle der Hervör-Alvide entgegen.

### Schlussspiel
An die Flucht schließt sich ein Schlussspiel an. Vor Vølunds Haus liegt in tief verschneiter Landschaft der verwundete Vølund. Hervør sitz bei ihm. Die Lebensgeister scheinen aus Vølund zu entschwinden. So liegen die beiden bis zum Morgengrauen und mit diesem verschwindet auch der Schnee und es wird Sommer. Lysalf taucht mit einer Schar Fabelwesen auf, die Zwerge krönen Vølund zum König. Dieser geht, gestützt an Hervør mit der ganzen Schar in seine Schmiede und eine Stimme aus Walhall beendet das Spiel mit dem Satz:

## Form
Drachmanns Bühnenstück ist vom Autor selbst nicht zeitlich bestimmt, der Ort der Handlung ist Thy-Land. („Handlingen foregaar i Thy-Land – paa den Tid, man selv tænker sig.“) Das Stück besteht aus 4 Aufzügen und ist von einem Pro- sowie Epilog eingefasst. 

Inhalt: 

Prolog: Saa synger den graanede Skjald. 

Vølund tager sig Viv. 

Adskillelsen. 

Vølund paa Holmen (mit Zwischenspiel). 

I Kongsgaarden (mit Schlussspiel). 

Epilog: Saa kvæder den liten Pilt. 

Vølund Smed ist ein Melodram im klassischen Sinne. Erst im filmischen Melodram wird es üblich, dass die Protagonistin weiblich ist. Das musikalische Element tritt in der Regieanweisung zu dem Zeitpunkt zu Tage, als der zunächst einfache Schmied Vølund seine königliche Abstammung offenbart. Drachmann fordert für diesen Monolog „en ledsagende Musik“. Die im lyrischen Drama der Moderne oft auftauchenden Anlehnungen an die Romantik finden sich hier in dem Svenden Lysalf und in den oftmals gereimten Dialogen, die sich fast ausschließlich zwischen Lysalf und Vølund abspielen oder im Zwischenspiel in der Mitte des Stückes. Vølund hingegen steht für die Schwermut und Tragik des Modernen Menschen aber auch dessen Bewusstsein um die eigene Sterblichkeit, die für das lyrische Drama der Moderne ebenfalls typisch war. (Wodtke, 1965)

## Personen
- Vølund, kunstfertiger Schmied.
- Svartalf und Lysalf, seine beiden Svende.
- König Nidung, Herrscher über Thy-Land.
- Bødvild, seine Tochter.
- Grimur und Gramur, seine beiden Söhne.
- Rejgin, des Königs Hirdmand.
- Ragnvald, Jarl.
- Thyrse, Jarl.
- Königs-Skalden.
- Hervør-Alvide, Walküre.

Sowie einige Zwerge, Elfen und andere Fabelwesen. Ebenso noch weitere Statisten.

## Weltbild
Drachmann widmet sein Stück der jungen Kunst. Im Dänemark des ausgehenden 19. Jahrhunderts also ein klares Bekenntnis zur Literatur des Modernen Durchbruchs. Hier wurde, als Gegenbewegung zum Naturalismus, teilweise auf die Inhalte der lyrischen Dramen der Romantik zurückgegriffen. Drachmann geht hier einen weiteren, ebenfalls bekannten Weg, zurück und bedient sich in einer Vorlage aus dem codex regius, nämlich des Wölundliedes. Mit einigen inhaltlichen Abwandlungen und weit ausführlicher als die 41 Strophen umfassende Vorlage entsteht "Vølund Smed."
Auch bedient sich Drachmann in seinem Stück zu großen Teilen den innerseelischen Handlungen. Es liegt damit absolut in der Tradition des literarischen Melodrams dieser Zeit.